# Tongrinne
Tongrinne (en wallon Tongrene) est un village de Hesbaye occidentale, dans la province de Namur, en Belgique. Administrativement il fait aujourd’hui partie de la commune de Sombreffe située en Région wallonne.  C'était une commune à part entière avant la fusion des communes de 1977.
Très proches du village de Ligny où eut lieu la bataille du 16 juin 1815, dernière victoire de Napoléon avant la défaite de Waterloo (18 juin 1815) Tongrinne et Tongrenelle sont souvent mentionnés dans les livres d’histoire de cette époque… 

## Toponymie
le nom de la localité est attesté sous les formes en 966 - 1125, Tongrinas; en 1209, 13, 61, 63, Tongrines; en 1251, ecclesia de Tongrinis; en 1274, Thungrines; en 1286 - 1289, Thongrines.
« Il y a quatre siècles, en 1541, dans son De Tungris et Eburonibus, le liégeois Hubert Thomas vantait l'étendue de l'empire des Tongres en invoquant les noms de Tungrina près de Namur, et de cinq Tungerlo : chez les Aduatiques, en Toxandrie, au comté de Looz, près de Blasiacum (lisez Blariacum = Blerick) et près de Grave. »
« Les avis sont donc bien partagés, on le voit, sur l'explication à donner des différents noms groupés dans notre liste »

## Géographie

### Hydrographie
A l’ouest du village, et le séparant du hameau de Tongrinelle (ou Tongrenelle) coule la Ligne, une rivière qui est affluent de l’Orneau (et sous-affluent de la Sambre).

### Communication
Le carrefour du Docq, bien que proche de Sombreffe se trouve sur le territoire de Tongrinne. Au croisement des routes nationales (Charleroi-Tirlemont)  (RN 29) et Namur-Nivelles (RN 93) et réputé dangereux.

## Démographie
- Sources:INS, Rem:1831 jusqu'en 1970=recensements, 1976= nombre d'habitants au 31 décembre

## Éléments d’histoire
Une très ancienne mention de Tongrinne se trouve dans un document latin datant de 966.
Tongrinne est l'une des plus vieilles paroisses de Belgique, elle avait le rang d'église majeure’ ou ‘entière’, titre caractérisant les églises paroissiales de fondation primitive sous l'Ancien Régime. Cette paroisse s'étendait à l'origine au village de Tongrinne, avec Tongrinelle et Ligny. Sa cure était au XVIe siècle, évaluée à soixante muids de grain. L'entretien de l'église était à la charge des paroissiens, car en temps de guerre, elle servait de fort et de refuge aux habitants.

### Bataille de Ligny:16 juin 1815
« Blücher, arrivé la veille en toute hâte de Namur et installé à Sombreffe, presse l'arrivée de ses IIe et IIIe corps et les dispose avec celui de Zieten sur une ligne générale Wagnelée-La Haye-St Amand- Tongrinne. À droite, face au Sud, le 1er Corps, étagé derrière le Grand-Ry et la Ligne tient Wagnelée-La Haye-St Amand, ce dernier village légèrement au-delà du ruisseau, et l'agglomération de Ligny. À sa gauche le IIIe corps, général Thielman, occupe la région Sombreffe- Tongrinne-Boignée-Balâtre.  »
— Général Major Honoraire H. J. Couvreur, La bataille de Ligny.
Le général Johann von Thielmann a installé une partie de ses troupes à Tongrinne.

## Liste des bourgmestres de 1830 à 1977
- Edouard Descampe, de 1914 à 1919, (Parti Catholique).

## Patrimoine et culture

### Patrimoine architectural
- L’église de la Nativité de Notre-Dame. Edifice comprenant trois nefs de style classique datant du 3e quart du XVIIIe siècle, le chœur à trois pans du XIIIe siècle et la tour des XVIe et XVIIe siècles[3]. L'église fut rénovée une dernière fois en 1772.
- Ancien moulin à vent à la chaussée de Charleroi. Datant du XIXe siècle[4].
- Chapelle Saint-Donat, chaussée de Charleroi. Datant de 1837[4].
- Le château-Ferme, datant du XIVe siècle[5] se trouve sur la rue reliant le carrefour du Docq au centre du village.
- Presbytère, rue Maréchal Juin. Daté de 1746[6].
- Château de Tongrenelle, rue du Château. Il se situe sur le site d'une forteresse citée pour la 1re fois en 1209, subsistent les douves qui sont alimentés par la Ligne et une partie de la basse-cour fortifiée qui précédait le château du XVIIe siècle et démoli en 1860. Siège d'une seigneurie hautaine de Namur, propriété au XVIIe siècle successivement des Noyelles, des Chasteler et des Harscamp[7].

## Galerie

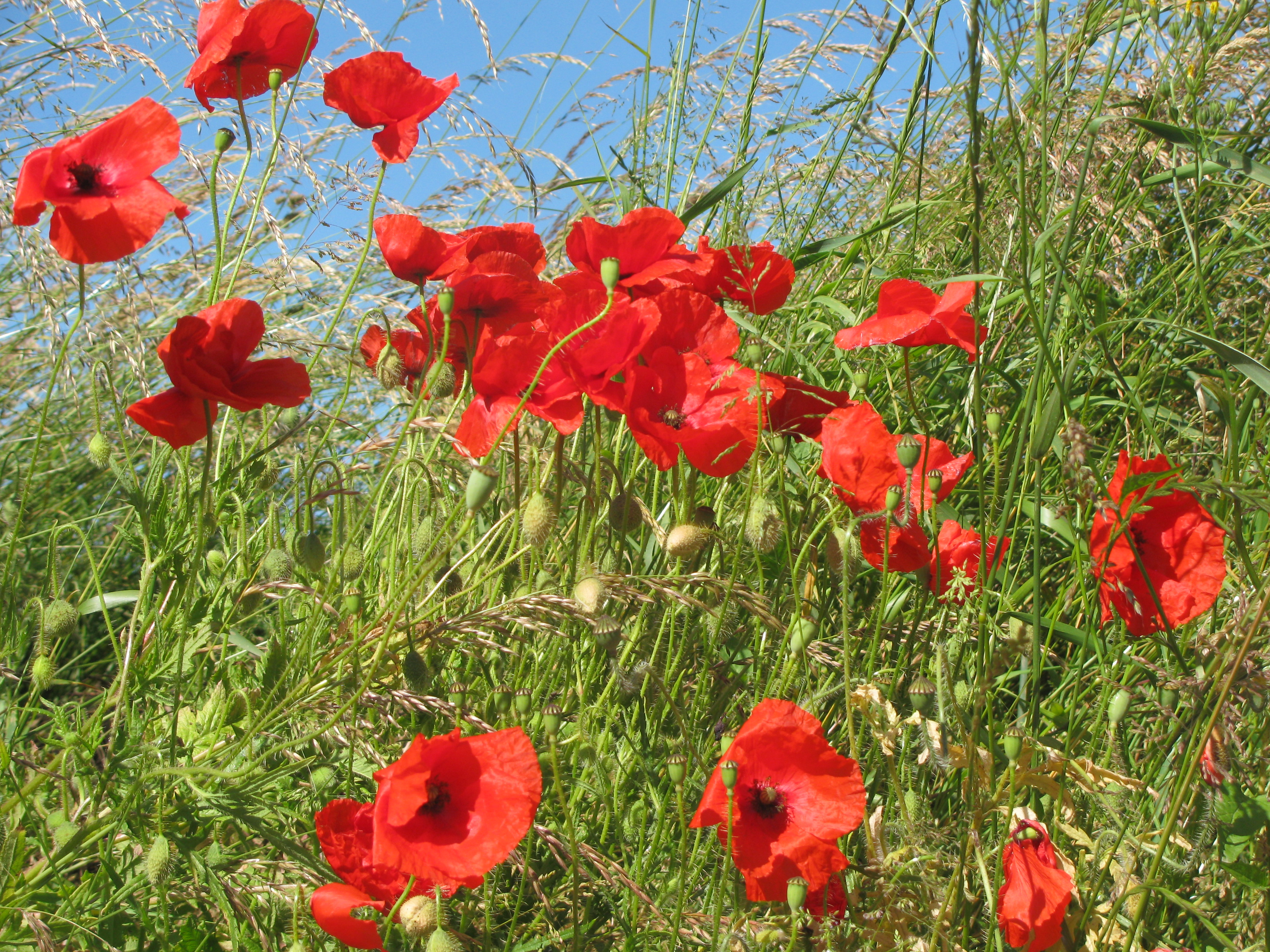
Coquelicots rue du Docq Tongrinne.
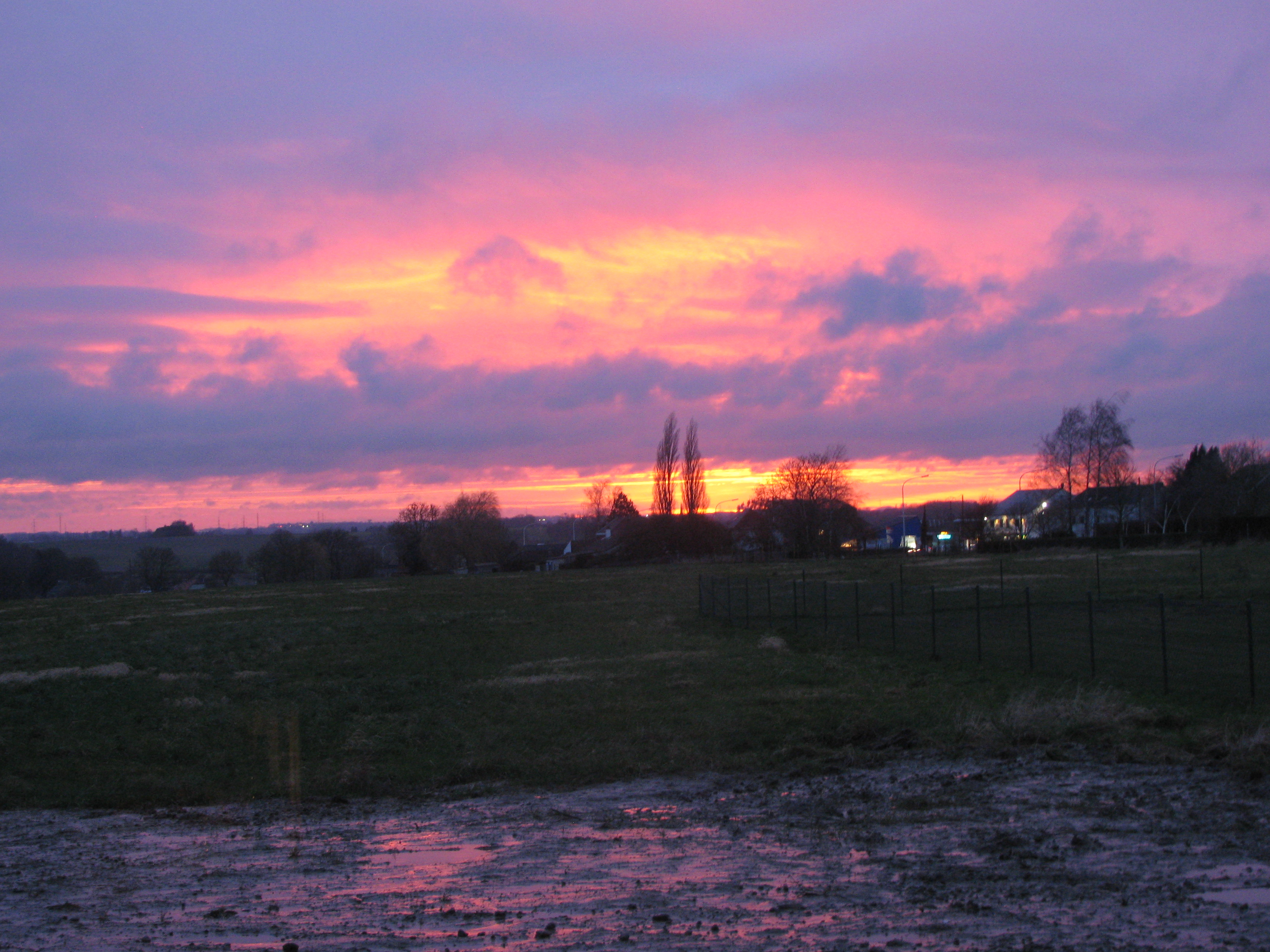
Coucher de soleil Tongrinne.